# Клоуверлі (Меріленд)
Клоуверлі (англ. Cloverly) — переписна місцевість (CDP) в США, в окрузі Монтгомері штату Меріленд. Населення — 15 285 осіб (2020).

## Географія
Клоуверлі розташоване за координатами 39°6′15″ пн. ш. 76°59′39″ зх. д. / 39.10417° пн. ш. 76.99417° зх. д. (39.104031, -76.994082).  За даними Бюро перепису населення США в 2010 році переписна місцевість мала площу 26,12 км², з яких 26,03 км² — суходіл та 0,09 км² — водойми.

## Демографія
Згідно з переписом 2010 року, у переписній місцевості мешкало 15 126 осіб у 4870 домогосподарствах у складі 4133 родин. Густота населення становила 579 осіб/км².  Було 4996 помешкань (191/км²).
Расовий склад населення:
| - 47,5 % — білих - 25,4 % — чорних або афроамериканців - 18,1 % — азіатів - 0,3 % — корінних американців - 0,1 % — вихідців з тихоокеанських островів - 4,3 % — осіб інших рас |

До двох чи більше рас належало 4,3 %. Частка іспаномовних становила 10,7 % від усіх жителів.
За віковим діапазоном населення розподілялося таким чином: 23,6 % — особи молодші 18 років, 63,1 % — особи у віці 18—64 років, 13,3 % — особи у віці 65 років та старші. Медіана віку мешканця становила 43,6 року. На 100 осіб жіночої статі у переписній місцевості припадало 96,9 чоловіків;  на 100 жінок у віці від 18 років та старших — 93,4 чоловіків також старших 18 років.
Середній дохід на одне домашнє господарство  становив 139 670 доларів США (медіана — 117 038), а середній дохід на одну сім'ю — 147 975 доларів (медіана — 125 711). Медіана доходів становила 81 765 доларів для чоловіків та 61 521 долар для жінок. За межею бідності перебувало 4,8 % осіб, у тому числі 3,9 % дітей у віці до 18 років та 2,3 % осіб у віці 65 років та старших.
Цивільне працевлаштоване населення становило 7967 осіб. Основні галузі зайнятості: освіта, охорона здоров'я та соціальна допомога — 26,0 %, науковці, спеціалісти, менеджери — 17,4 %, публічна адміністрація — 9,9 %, роздрібна торгівля — 7,9 %.